# La Talaia (l'Hospitalet de Llobregat)
La Talaia és una torre de defensa de l'Hospitalet de Llobregat, catalogada com a bé cultural d'interès local.

## Història
Datada el 1587, havia format part de la masia de Can Modolell de la Torre o Mas Bruguera, que en aquella època tenia no menys de 14 mujades (aproximadament 6,86 ha). Es trobava a l'actual carrer de la Talaia, uns metres més enllà en direcció a Cornellà.
El 1972, quan la masia va ser enderrocada, la torre va ser traslladada pedra a pedra i reconstruïda per la Diputació de Barcelona al seu emplaçament actual, al peu del carrer del Xipreret.

## Descripció
És un edifici de planta quadrada amb planta baixa i quatre pisos. La porta d'entrada és rectangular adovellada i, seguint el mateix eix, s'obre una finestra quadrangular a cada planta en els tres pisos següents. A l'últim pis s'obre, en cada una de les quatre cares, una galeria de tres arcs de mig punt.
A la llinda de la porta es pot llegir la data 1587. El parament és de carreus ben devastats de petites dimensions, excepte les cantonades i l'emmarcament de les obertures que són de carreus més grans.